# Даниэль и Анна
«Даниэль и Анна» (исп. Daniel y Ana) — мексиканский драматический фильм с элементами триллера режиссёра Мишеля Франко. Мировая премьера состоялась 18 мая 2009 года на кинофестивале в Каннах. Фильм повествует о брате с сестрой, которых похитили и заставили заниматься сексом на камеру, что повлекло за собой психологическую травму.

## Сюжет
Анна (Маримар Вега) погружена в мысли о предстоящей свадьбе, в то время как её брат Даниэль (Дарио Берналь) ищет свое место в жизни. Все рушится, когда их обоих похищают в Мехико и заставляют совершить инцест, снимая их на видеокамеру. Им предстоит вернуть свою нормальную жизнь, забыв о страшных событиях и излечив моральную травму.

## В ролях
- Дарио Берналь — Даниэль Торрес
- Маримар Вега — Анна Торрес
- Хосе Мария Торре — Рафа
- Хосе де Иисус Агилар — Сакердота
- Джессика Кастильян — Марианна

## Критика
Приём фильма был неоднозначным и фильм имеет рейтинги 56 % на Rotten Tomatoes (на основании 9 отзывов) и 43 на Metacritic (на основании 5 отзывов). New York Times дали смешанный отзыв, заявив, что «стилистическая сдержанность может помочь избежать ассоциаций с эксплуатацией». Они также считают, что сдержанность эмоций в фильме «препятствует нашей связи с жертвами». Village Voice также дали неопределённый отзыв, сказав, что фильм эффектен до заключительной сцены.